# Aegopodium decumbens
Aegopodium decumbens là một loài thực vật có hoa trong họ Hoa tán. Loài này được (Thunb.) Makino mô tả khoa học đầu tiên năm 1903.

## Hình ảnh

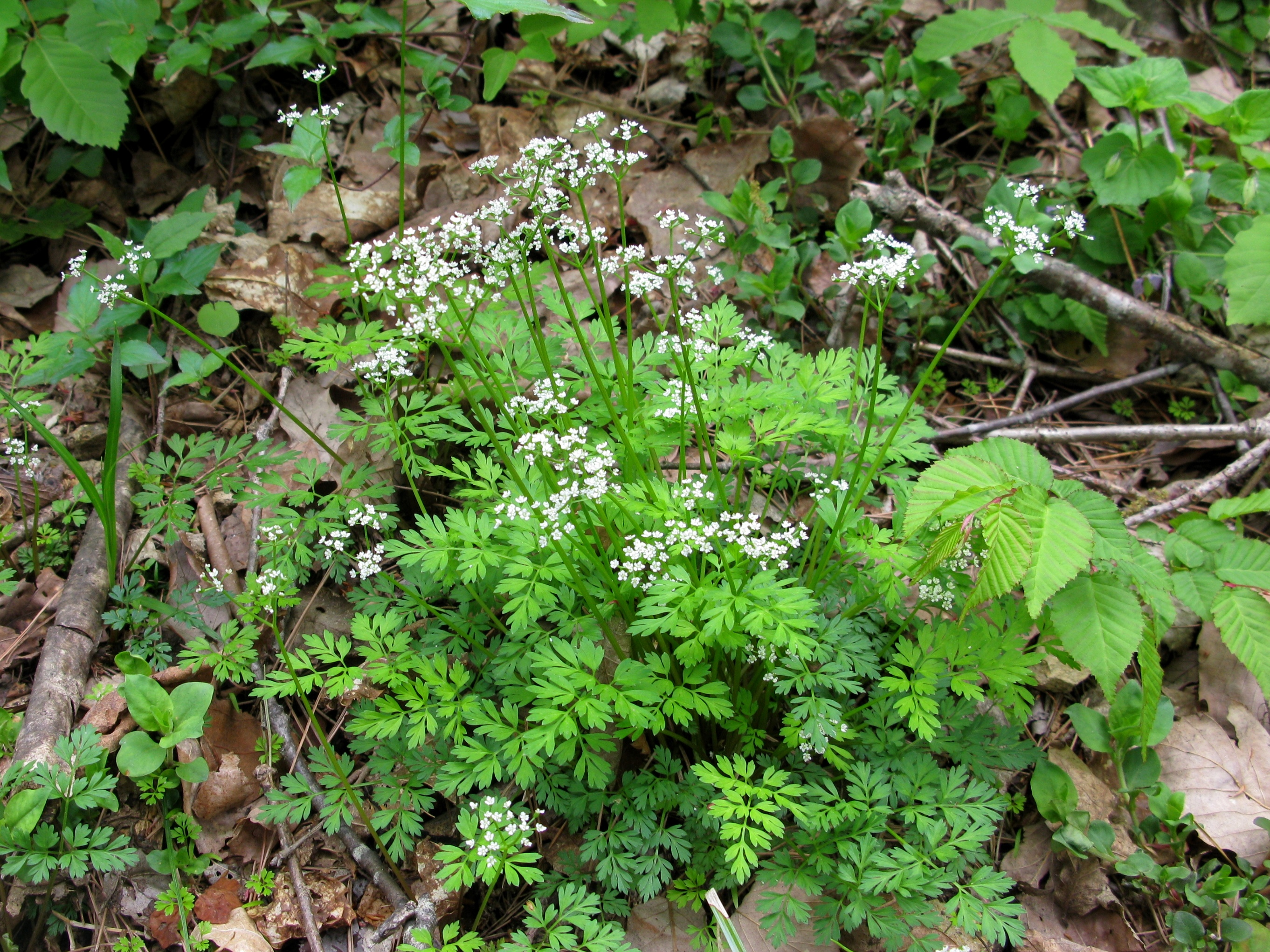
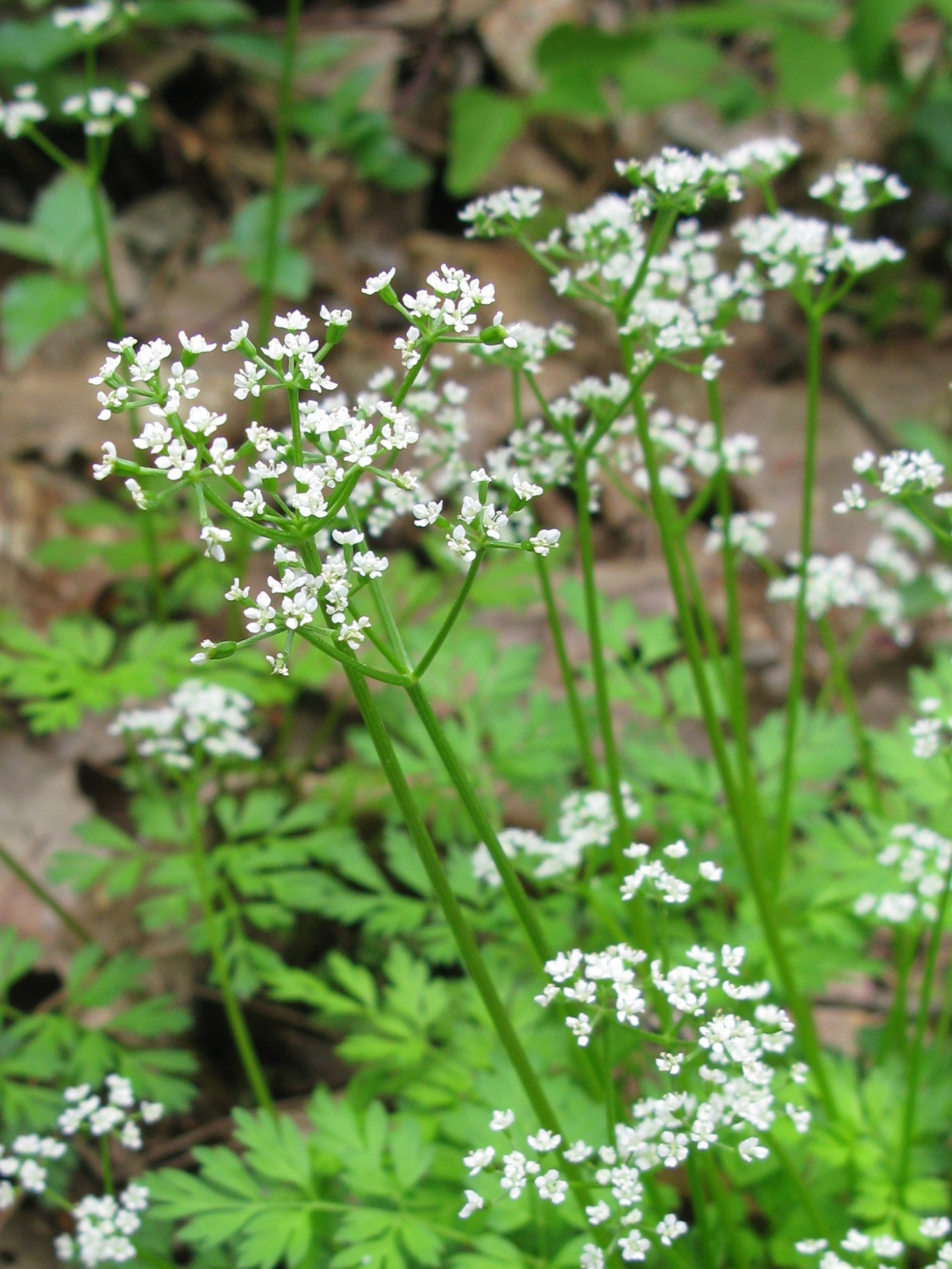